# 1985年ウィンブルドン選手権
1985年 ウィンブルドン選手権（1985ねんウィンブルドンせんしゅけん、The Championships, Wimbledon 1985）は、イギリス・ロンドン郊外にある「オールイングランド・ローンテニス・アンド・クローケー・クラブ」にて、1985年6月24日から7月7日にかけて開催された。

## シード選手

### 男子シングルス
1. ジョン・マッケンロー　（ベスト8）
2. イワン・レンドル　（4回戦）
3. ジミー・コナーズ　（ベスト4）
4. マッツ・ビランデル　（1回戦）
5. アンダース・ヤリード　（ベスト4）
6. パット・キャッシュ　（2回戦）
7. ヨアキム・ニーストロム　（3回戦）
8. ケビン・カレン　（準優勝）
9. ヨハン・クリーク　（3回戦）
10. アーロン・クリックステイン　（1回戦）
11. ヤニック・ノア　（3回戦）
12. ミロスラフ・メチージュ　（1回戦）
13. エリオット・テルチャー　（2回戦）
14. ステファン・エドベリ　（4回戦）
15. トマシュ・スミッド　（2回戦）
16. ティム・メイヨット　（4回戦）

### 女子シングルス
1. クリス・エバート・ロイド　（準優勝）
2. マルチナ・ナブラチロワ　（優勝、4年連続6度目）　［この大会では、エバート・ロイドとナブラチロワの2人が並んで第1シードに選ばれた］
3. ハナ・マンドリコワ　（3回戦）
4. マニュエラ・マレーバ　（4回戦）
5. パム・シュライバー　（ベスト8）
6. クラウディア・コーデ＝キルシュ　（2回戦）
7. ヘレナ・スコバ　（ベスト8）
8. ジーナ・ガリソン　（ベスト4）
9. ボニー・ガドゥセク　（2回戦）
10. キャシー・ジョーダン　（2回戦）
11. シュテフィ・グラフ　（4回戦）
12. カタリナ・リンドクイスト　（1回戦）
13. カーリン・バセット　（2回戦）
14. ウェンディ・ターンブル　（3回戦）
15. ガブリエラ・サバティーニ　（3回戦）
16. キャシー・リナルディ　（ベスト4）

## 大会経過

### 男子シングルス
準々決勝
- ケビン・カレン vs.  ジョン・マッケンロー　6-2, 6-2, 6-4
- ジミー・コナーズ vs.  リカルド・アクナ　6-1, 7-6, 6-2
- アンダース・ヤリード vs.  ハインツ・ギュンタード　6-4, 6-3, 6-2
- ボリス・ベッカー vs.  アンリ・ルコント　7-6, 3-6, 6-3, 6-4

準決勝
- ケビン・カレン vs.  ジミー・コナーズ　6-2, 6-2, 6-1
- ボリス・ベッカー vs.  アンダース・ヤリード　2-6, 7-6, 6-3, 6-3

### 女子シングルス
準々決勝
- クリス・エバート・ロイド vs.  バーバラ・ポッター　6-2, 6-1
- キャシー・リナルディ vs.  ヘレナ・スコバ　6-1, 1-6, 6-1
- ジーナ・ガリソン vs.  モリー・バン・ノストランド　2-6, 6-3, 6-0
- マルチナ・ナブラチロワ vs.  パム・シュライバー　7-6, 6-3

準決勝
- クリス・エバート・ロイド vs.  キャシー・リナルディ　6-2, 6-0
- マルチナ・ナブラチロワ vs.  ジーナ・ガリソン　6-4, 7-6

## 決勝戦の結果
男子シングルス
- ボリス・ベッカー vs.  ケビン・カレン　6-3, 6-7, 7-6, 6-4

女子シングルス
- マルチナ・ナブラチロワ vs.  クリス・エバート・ロイド　4-6, 6-3, 6-2

男子ダブルス
- ハインツ・ギュンタード＆ バラージュ・タロツィ vs.  パット・キャッシュ＆ ジョン・フィッツジェラルド　6-4, 6-3, 4-6, 6-3

女子ダブルス
- キャシー・ジョーダン＆ エリザベス・スマイリー vs.  マルチナ・ナブラチロワ＆ パム・シュライバー　5-7, 6-3, 6-4

混合ダブルス
- ポール・マクナミー＆ マルチナ・ナブラチロワ vs.  ジョン・フィッツジェラルド＆ エリザベス・スマイリー　7-5, 4-6, 6-2

## みどころ
- 男子シングルス優勝者のボリス・ベッカー（当時西ドイツ）が、「17歳7ヶ月」でウィンブルドン選手権の男子最年少優勝記録を樹立した。この大会では、ベッカーは世界ランキング38位のノーシードから勝ち上がった。他の4大大会における男子シングルス最年少優勝記録は以下の通りである。
  - 全豪オープン：ケン・ローズウォール、18歳2ヶ月、1953年
  - 全仏オープン：マイケル・チャン、17歳3ヶ月、1989年
  - 全米オープン：ピート・サンプラス、19歳28日、1990年
- 女子ダブルス決勝で、マルチナ・ナブラチロワ＆パム・シュライバー組の女子ダブルス連勝記録が「109連勝」で止まった。2人が1983年ウィンブルドンから続けてきた4大大会女子ダブルス連勝記録も「8連勝」でストップした。